# Robert von Keudell
Robert von Keudell (né à Königsberg, le 27 février 1824, mort à Chojna, le 25/26 avril 1903) est un diplomate allemand.

## Biographie
Ses parents sont le major prussien Leopold von Keudell (de) (1769-1831) et son épouse Wilhelmine von Hartmann (1789-1848). Son grand-père maternel est le major général Gottfried Ludwig Matthias von Hartmann (de).
Keudell étudie le droit à l'université de Königsberg et est membre de la Hochhemia depuis 1841. En 1842, il devient membre de l'association étudiante Albertina Königsberg et en 1885, il est membre fondateur de la Burschenschaft Cheruscia Königsberg (de).
Ami personnel de Franz Liszt et excellent pianiste, selon Fanny Hensel-Mendelssohn, Robert von Keudell fréquente à Berlin le salon très prisé de la comtesse Maximiliane von Oriola.
Il est aussi, ensuite, un proche ami du chancelier allemand, Otto von Bismarck  et de Joahna  Bismarck, sa femme. Il deviendra chef de la section du personnel au ministère des affaires étrangères de 1863 à 1872. Il compte parmi ses relations Albert Beckmann, journaliste et diplomate allemand basé à Paris.
Von Keudell est ensuite ambassadeur d'Allemagne, à Constantinople de 1872 à 1873, puis diplomate à Rome de 1873 à 1876 et ambassadeur à Rome de 1876 à 1887.

## Famille
Robert von Keudell a pour 2e épouse, en 1883, Alexandra von Grünhof (1861†1933), fille d'Ernest de Wurtemberg (de) et de Nathalie Eschhorn von Grünhof, petite fille d'Alexandre de Wurtemberg. Le couple a trois enfants :
- Walter von Keudell 1884†1973 ;
- Viktor Otto (de) 1887†1972 ;
- Hedwig 1891†1987.